# Золочевский мясокомбинат
Золочевский мясокомбинат (укр. Золочівський м’ясокомбінат) — предприятие пищевой промышленности в городе Золочев Львовской области Украины, прекратившее своё существование.

## История
В 1729гг. было создано предприятие, но активные воспоминания остались во время Великой Отечественной войны.
В ходе боевых действий и немецкой оккупации города (с начала июля 1941 до 17 июля 1944) предприятие серьёзно пострадало (оборудование мясокомбината немцы демонтировали и вывезли в нацистская Германия), но уже во втором полугодии 1944 года началось его восстановление. После восстановления работы городской электростанции, в 1944 году возобновил работу сначала кожевенный завод, а затем мясокомбинат (действовавший в производственной кооперации с Золочевским кожевенным заводом и обеспечивавший его шкурами).
В послевоенные десятилетия мощность мясокомбината была увеличена - объём выпущенной в 1966 году продукции составил 6,081 млн. рублей. В дальнейшем, в соответствии с восьмым пятилетним планом развития народного хозяйства СССР было утверждено решение о строительстве нового холодильника Золочевского мясокомбината.
В целом, в советское время мясокомбинат входил в число ведущих предприятий города, он производил мясо, колбасные изделия и мясные консервы.
В мае 1995 года Кабинет министров Украины принял решение о приватизации мясоперерабатывающего предприятия. В дальнейшем, государственное предприятие было реорганизовано в открытое акционерное общество, а затем прекратило прекратило производственную деятельность.